# Galleria nazionale di Parma

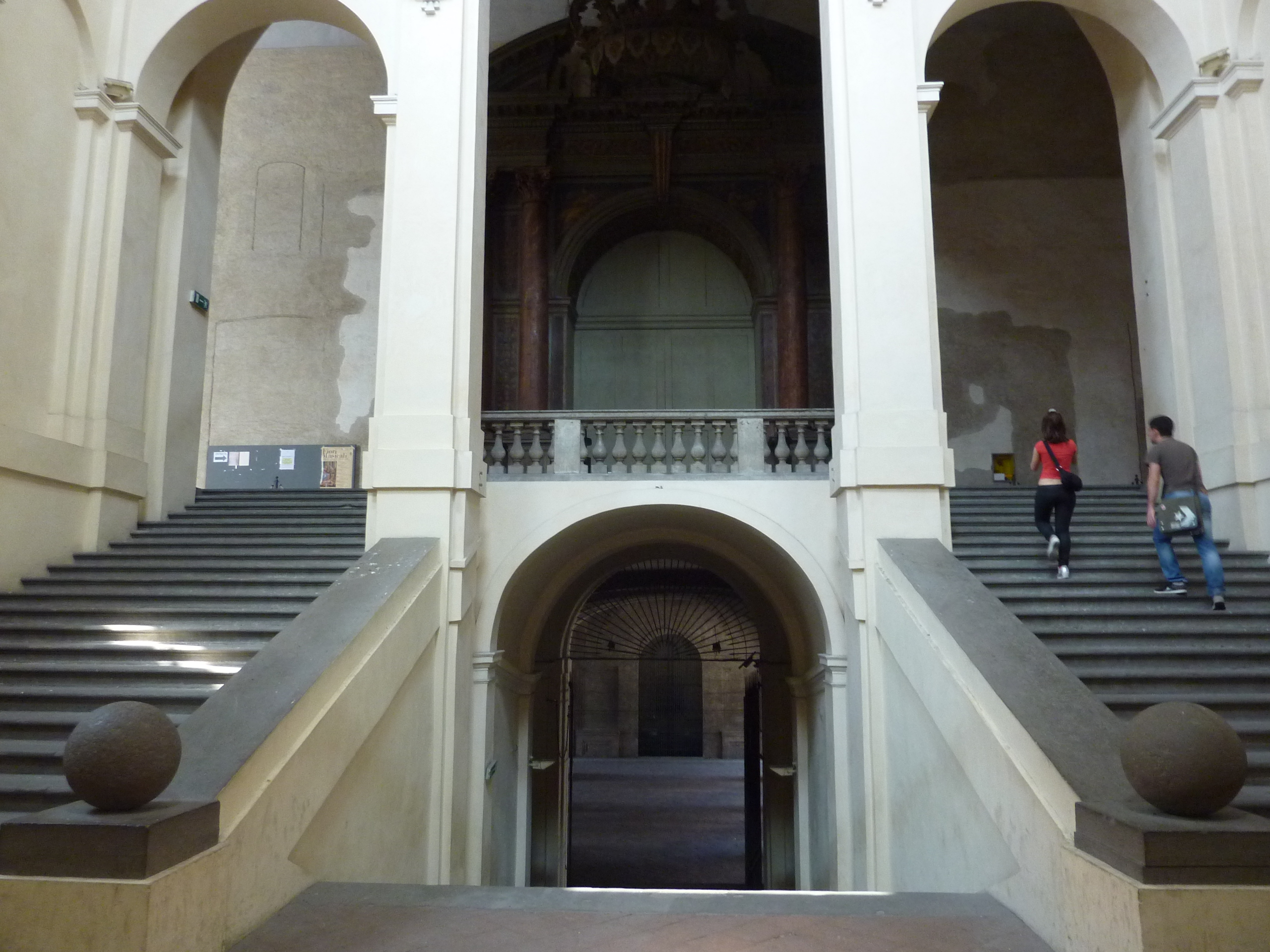
Lo scalone monumentale che porta alla Galleria nazionale di Parma

La Galleria nazionale di Parma si trova in piazza della Pilotta 6 a Parma, all'interno del palazzo della Pilotta. Il museo espone, tra le altre, opere di Beato Angelico, Canaletto, Cima da Conegliano, Correggio, El Greco, Guercino, Leonardo da Vinci, Parmigianino e Sebastiano del Piombo.

## Storia

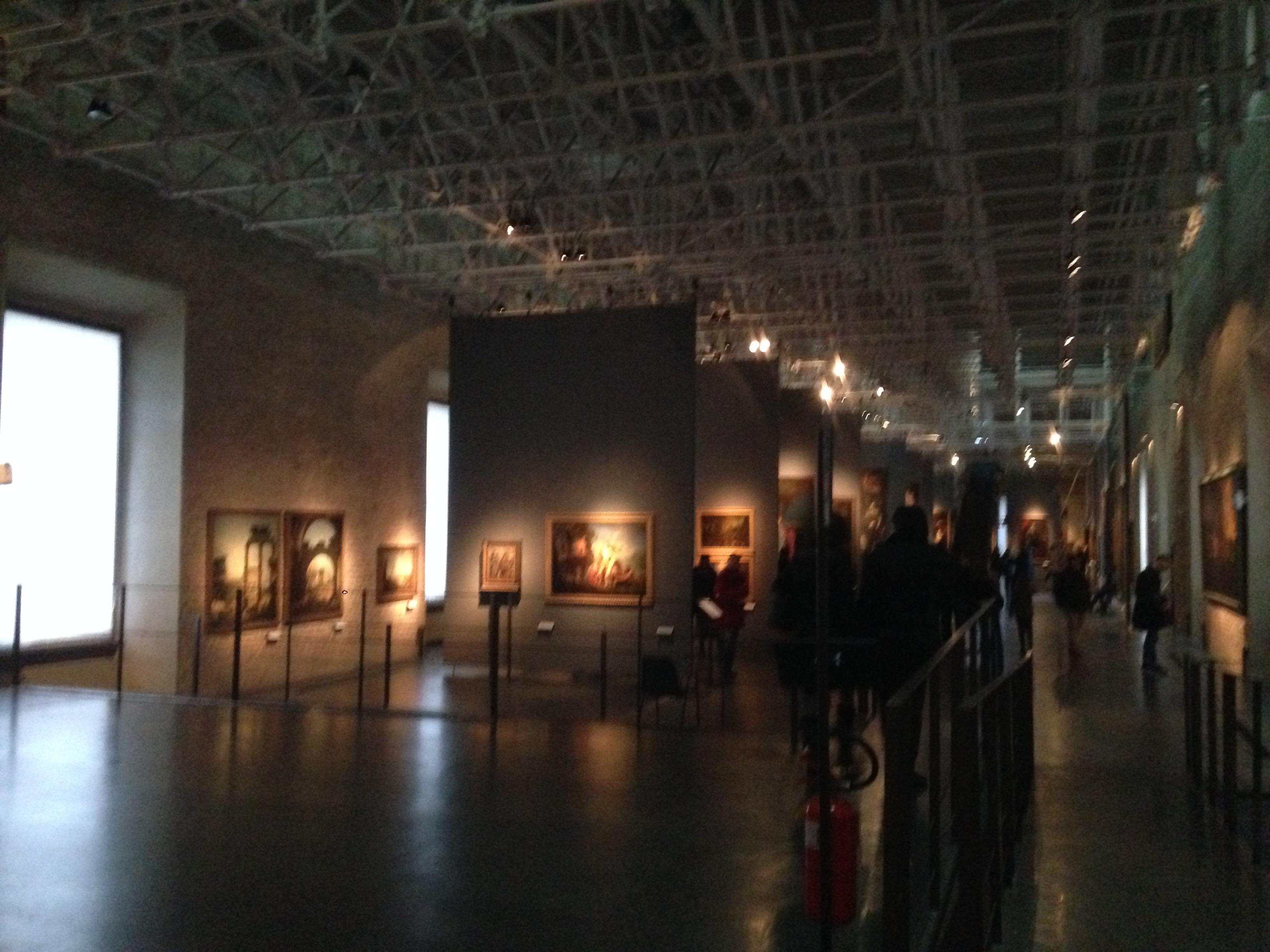
Sala del '600 e '700 in un vecchio allestimento

La collezione parmense venne iniziata nel Rinascimento ad opera della famiglia Farnese (papa Paolo III e il cardinale Alessandro); nel 1734 Carlo di Borbone fece trasferire a Napoli la ricca collezione.
Prima del trasferimento a Napoli, la collezione era suddivisa tra Palazzo Farnese a Roma, Villa Farnese di Caprarola e Palazzo del Giardino di Parma.
Elisabetta Farnese riuscì a far assegnare il ducato di Parma al figlio Filippo che, conscio dell'importanza dell'arte per il prestigio del Casato, proibì l'alienazione della Madonna di San Gerolamo del Correggio.
Filippo fece aprire anche un'accademia di belle arti nel 1752 e istituì una quadreria con relativa borsa di studio per l'istruzione di giovani artisti. I duchi compiono scavi nel Ducato e arricchiscono la collezione di arte greco-romana. Nel 1760 con doni, acquisizioni, opere degli accademici e restituzioni da Napoli e Caserta, iniziò a formarsi la galleria a Parma. Il figlio Ferdinando nel 1787 acquista la collezione di un nobile composta da quadri gotici toscani.
Durante il periodo in cui Parma fu governata dai francesi (1803-1814) le opere vennero trasportate a Parigi come oggetto delle spoliazioni napoleoniche. Esse saranno restituite solo parzialmente nel 1816. Nello stesso anno il governo passò alla Duchessa Maria Luigia che fece riordinare le collezioni nel Palazzo della Pilotta e fece costruire il salone che porta il suo nome. La Rocchetta viene destinata ai dipinti del Correggio nel 1825. Nella prima metà dell'Ottocento Maria Luigia acquista molte raccolte nobiliari affinché non si disperdano.
Nel 1900 la collezione viene riordinata dai Quintavalle che separano i dipinti per scuole di provenienza e per cronologia. Negli anni settanta è incominciata la ristrutturazione del Teatro Farnese, costruito nel 1618 dall'Aleotti per Ranuccio I Farnese e parzialmente distrutto durante la seconda guerra mondiale.

Sala dell'Ottocento in un vecchio allestimento

## La collezione

### Dal XII al XIV secolo

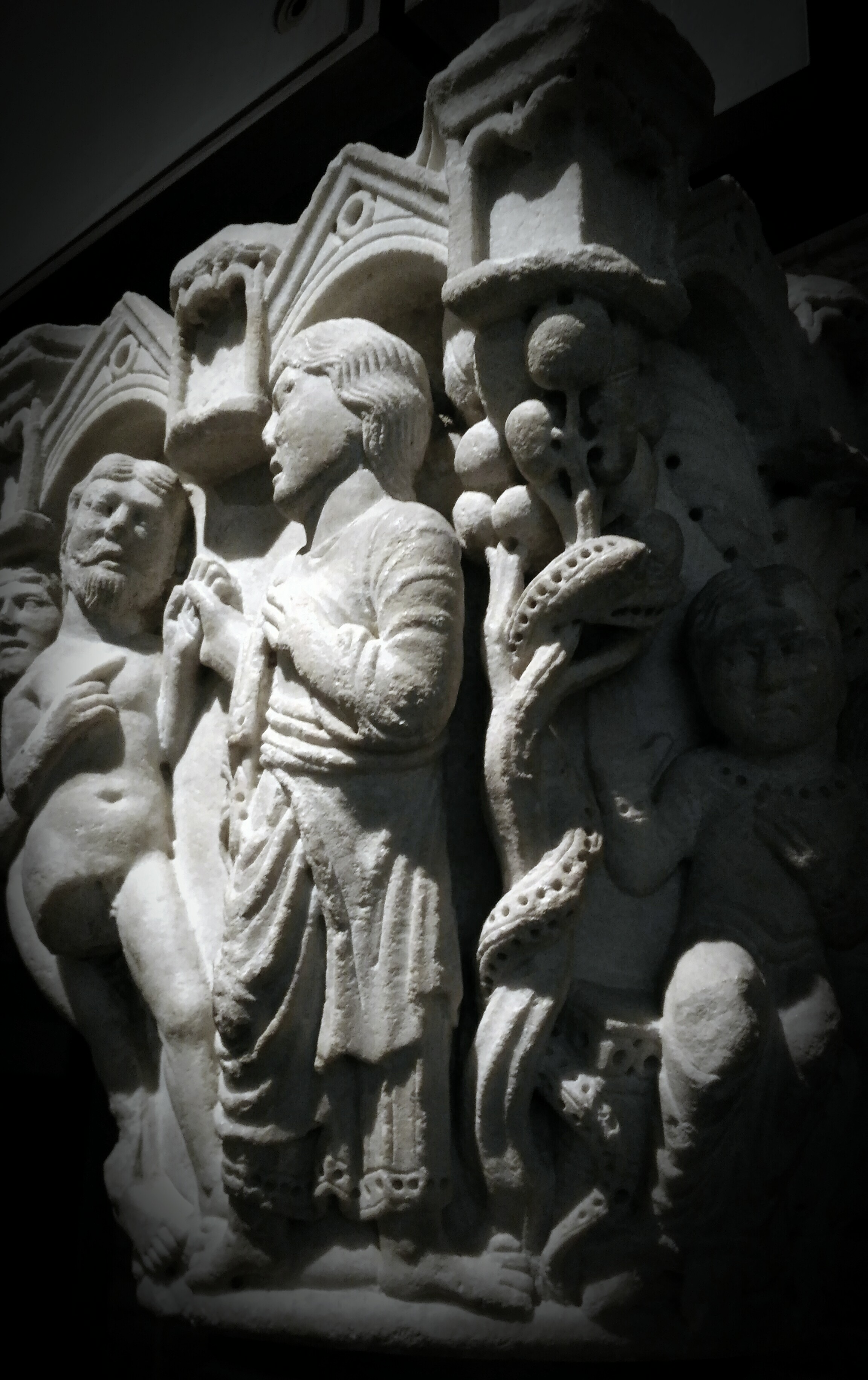
Capitello di Benedetto Antelami, marmo bianco, documentato a Parma nel 1178. Rappresenta Dio che conduce Adamo ed Eva nel paradiso Terrestre; Tentazione di Eva; il peccato originale; I progenitori presi da vergogna per la propria nudità

La collezione comprende diverse sculture, come i capitelli di Benedetto Antelami, vari dipinti di Agnolo Gaddi, Niccolò di Pietro Gerini, Gherardo Starnina, Paolo Veneziano, Giovanni di Paolo, e opere in stile bizantino di vari autori emiliani.

### Dal XV al XVII secolo
Particolare rilevanza, nelle sale della Rocchetta, hanno le opere di Correggio. Fra i dipinti di artisti rinascimentali sono presenti anche la Schiava turca di Parmigianino (presente anche con altre opere), la Scapigliata di Leonardo da Vinci, l'Assunzione della Vergine della bottega di Sandro Botticelli e quadri di Giorgio Gandini del Grano, Filippo Mazzola, Dosso Dossi, Giulio Cesare Amidano, Cima da Conegliano e Cristoforo Caselli.
Sono presenti anche diversi dipinti del '600 di autori come Carlo Francesco Nuvolone e Anton Van Dyck.

### Dal XVIII al XIX secolo
Questo periodo storico comprende quadri di pittori veneti come: Tiepolo, Pittoni, Canaletto, Bellotto, pittori francesi come Jean-Marc Nattier e Laurent Pêcheux, la scuola napoletana.
I pittori parmensi come Giovan Battista Borghesi, Pietro Melchiorre Ferrari e diversi dipinti del piacentino Felice Boselli.
Troviamo in questa sala la scultura di Antonio Canova Ritratto di Maria Luigia d’Asburgo in veste di Concordia 1811-14.

### XX secolo
Una sala è interamente dedicata al pittore parmigiano Amedeo Bocchi, a Guttuso ed altri artisti minori.

## Opere maggiori

### Il Trecento
Paolo Veneziano

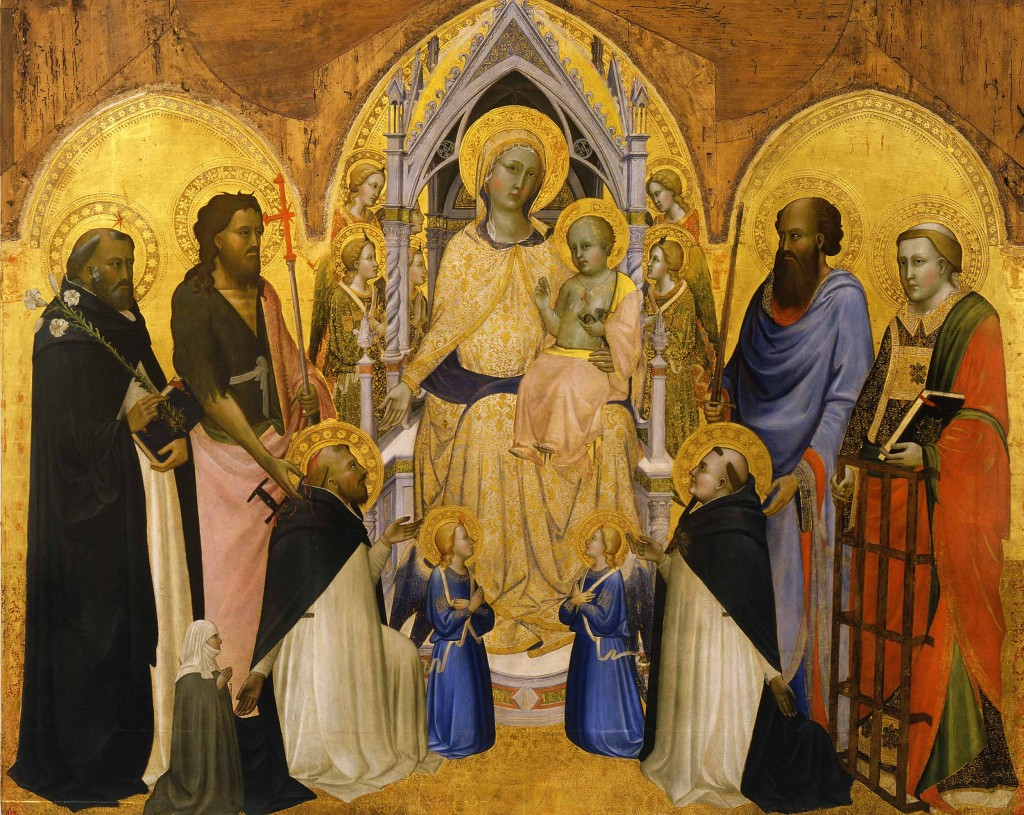
Agnolo Gaddi, Madonna col Bambino e santi, 1375

- Trittico con Crocifissione, Madonna con Bambino e Santi, 1350 circa

Niccolò di Pietro Gerini
- Morte della vergine, 1370-75

Agnolo Gaddi
- Madonna in trono col Bambino e santi, 1375

Spinello Aretino
- I santi Filippo, Grisante, Daria e Giacomo minore, 1384-85
- Predella con: Decapitazione del Battista e Banchetto d'Erode, Adorazione dei Magi e San Benedetto che benedice i monaci, 1384

### Il Quattrocento
Gherardo Starnina
- Incoronazione della Vergine e santi,1404 circa

Beato Angelico e Zanobi Strozzi
- Madonna dell'umiltà e santi, 1430-1433

### Il Cinquecento
Cima da Conegliano
- Pala Montini, 1506-1507

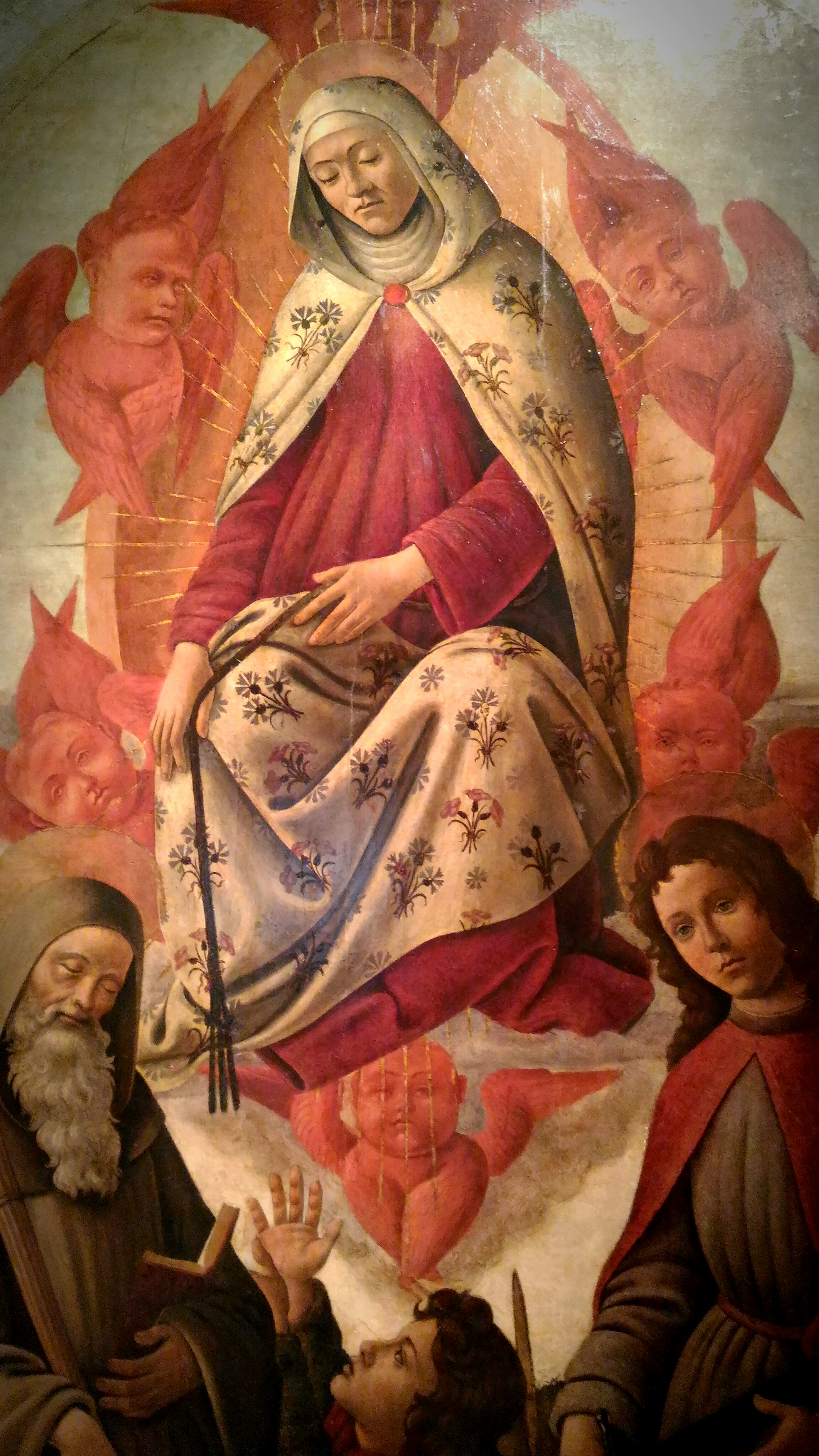
Assunzione della Vergine con i santi Benedetto, Tommaso apostolo e Giuliano, bottega di Sandro Botticelli

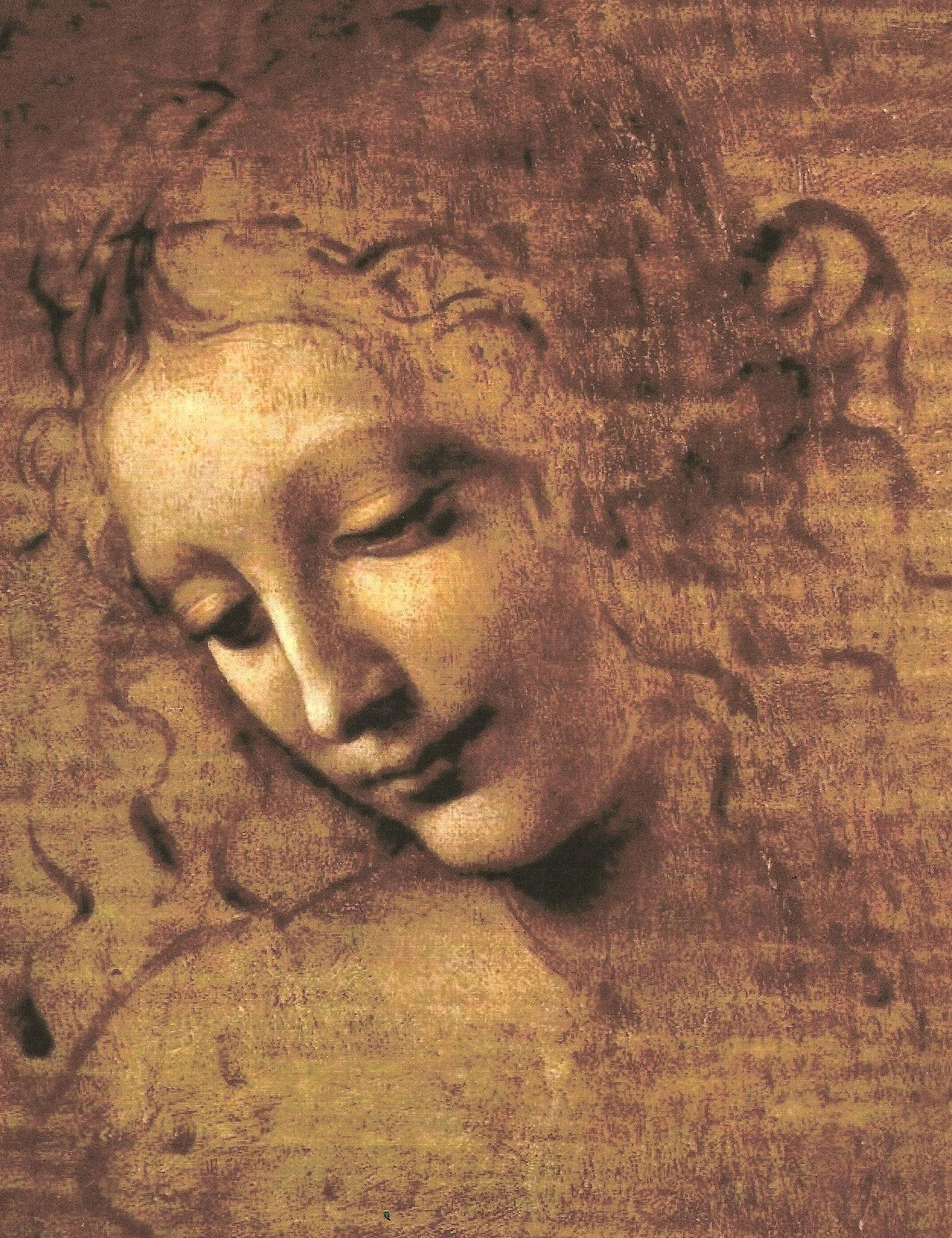
Leonardo da Vinci, La scapigliata, 1508

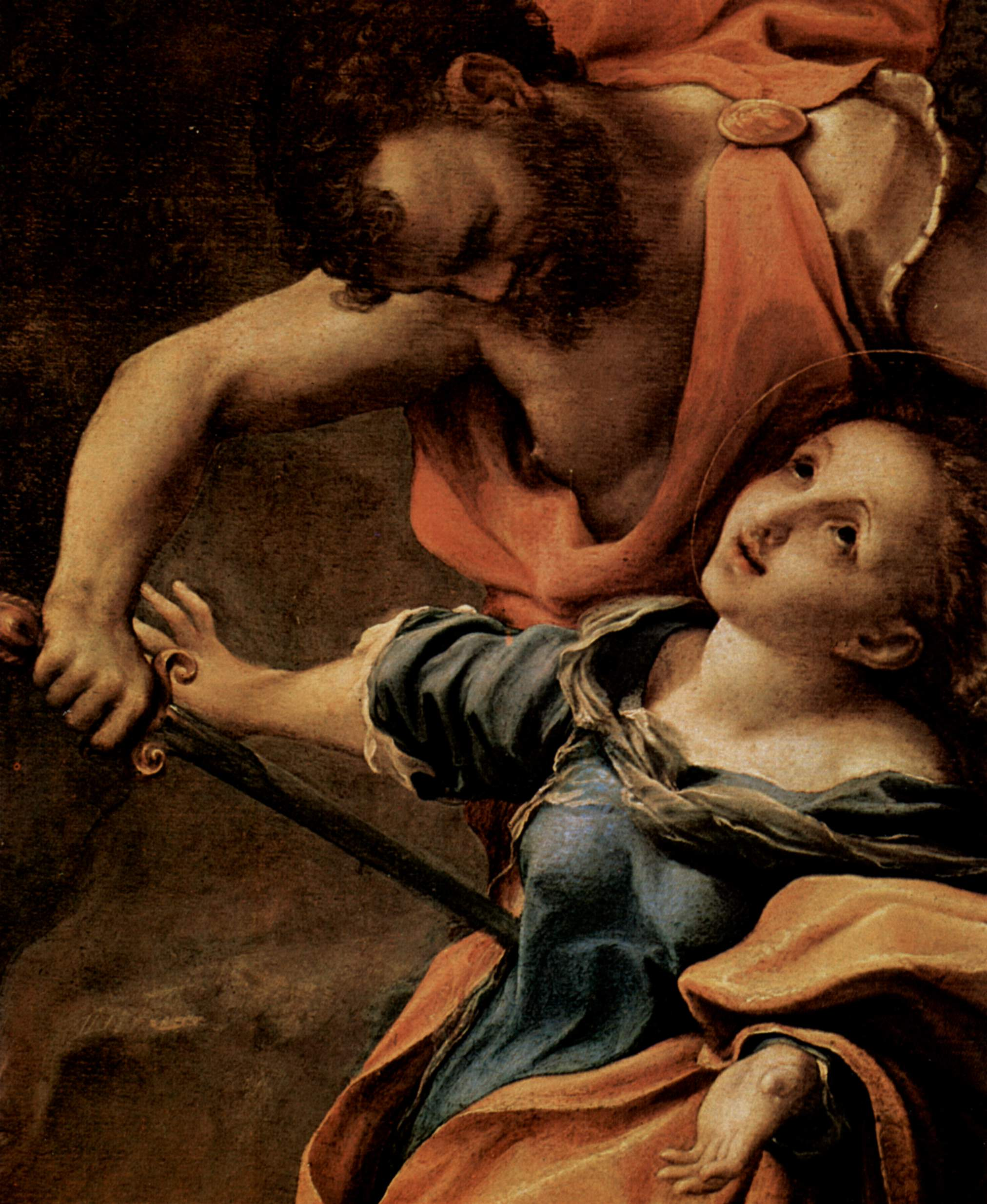
Correggio, Martirio dei santi Placido, Flavia, Eutichio e Vittorino (part.), 1524-1525

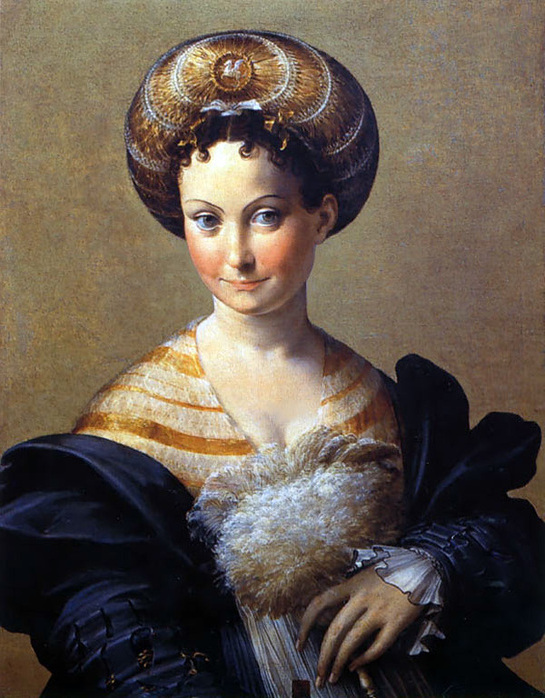
Parmigianino, Schiava turca, 1533

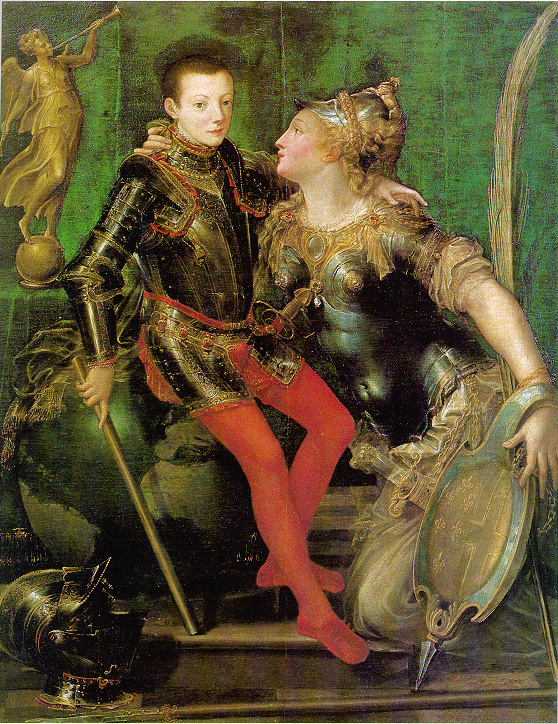
Girolamo Mazzola Bedoli, Parma abbraccia Alessandro Farnese, 1555-1558

- Gara tra Apollo e Pan giudicati da Mida, 1505-1510
- Endimione dormiente, 1505-1510
- Madonna col Bambino tra i santi Michele Arcangelo e Andrea, 1505 circa

Sandro Botticelli (bottega di-)
- Assunzione della vergine con i santi Benedetto, Tommaso apostolo e Giuliano, 1500 circa

Leonardo da Vinci
- La Scapigliata, 1508 circa

Giulio Romano
- Deesis con i santi Paolo e Caterina, 1520 circa

Correggio
- Incoronazione della Vergine, 1521-1522 circa
- Madonna della Scala, 1523 circa
- Martirio di quattro santi, 1524 circa
- Compianto sul Cristo morto, 1524 circa
- Annunciazione, 1525 circa
- Madonna di San Girolamo (Il Giorno), 1528 circa
- Madonna della Scodella, 1528-1530 circa
- Copia della Madonna di Albinea
- Copia del Giovane in fuga dalla cattura di Cristo

Parmigianino
- Sposalizio mistico di santa Caterina, 1524 circa
- Schiava turca, 1533 circa
- Autoritratto con berretto rosso, 1540 circa

Hans Holbein il Giovane
- Ritratto di Erasmo da Rotterdam, 1530

Dosso e Battista Dossi
- Vergine Assunta e san Michele Arcangelo, 1533-1534

Sebastiano del Piombo
- Paolo III con un nipote, 1534 circa

Girolamo Mazzola Bedoli
- Allegoria dell'Immacolata Concezione, , 1533-1538
- Ritratto di Bartolomeo Prati, 1542 circa
- Adorazione dei Magi, 1547
- Parma abbraccia Alessandro Farnese, 1555

Anthonis Mor
- Ritratto di Alessandro Farnese, 1557

El Greco
- La guarigione del nato cieco, post 1572

Agostino Carracci
- Madonna col Bambino e i Santi,  1586

Annibale Carracci
- Compianto sul Cristo morto coi santi Chiara e Francesco d'Assisi, 1585
- Autoritratto, 1593

### Il Seicento
Ludovico Carracci

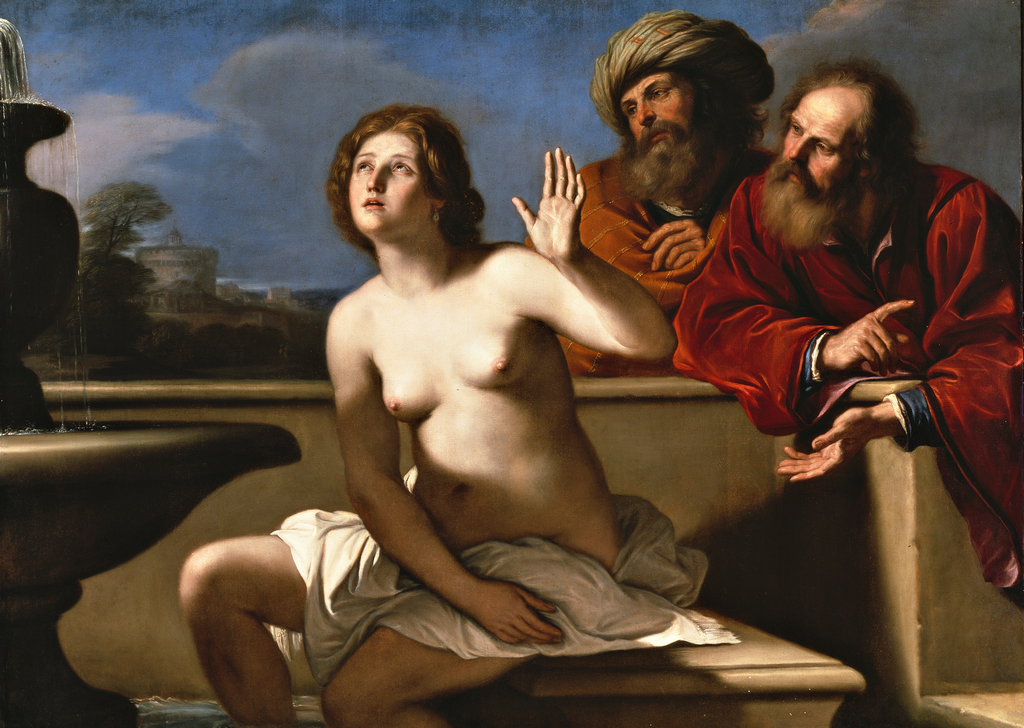
Guercino, Susanna e i vecchioni, 1649.

- Gli Apostoli al Sepolcro, 1606-1608
- Funerali della Vergine,, 1605-08

Giovanni Lanfranco
- Sant'Agata in carcere con San Pietro e l'Angelo (Giovanni Lanfranco), 1613-14 circa

Bartolomeo Schedoni
- Ultima Cena, due versioni
- Marie al sepolcro, 1613-14
- Deposizione, 1613-14

Giulio Cesare Procaccini
- Sposalizio della Vergine, 1617

Anton van Dyck
- Madonna col Bambino, 1621-27

Guercino
- Madonna con Bambino in Gloria coi Santi Chiara e Francesco, 1639-41
- Susanna e i vecchioni, 1649

Bartolomé Esteban Murillo
- Giobbe, 1652

Canaletto
- Capriccio con edifici palladiani, 1755 circa

Pieter Mulier detto il Tempesta
- Veduta costiera al tramonto e Vallata boscosa con pastori, 1687

Felice Boselli
- Dispensa con ortaggi, funghi, selvaggina, testa di vitello e civetta, 1690-1700
- Dispensa con selvaggina, punta di formaggio, limoni, gatto, colomba e porcellino d'India, 1690 circa

### Il Settecento
Sebastiano Ricci
- Apelle che ritrae Pancaspe, primi del Settecento
- La continenza di Scipione, 1700-04
- Cincinnato, 1704-07

Giuseppe Maria Crespi
- Madonna col Bambino e i Santi Luigi Gonzaga e Stanislao Kostka, 1726-1740

Bernardo Bellotto
- Capriccio con Campidoglio, 1742 circa
- Capriccio con arco trionfale, 1742-46

Giovanni Battista Piazzetta
- Immacolata Concezione con angeli, 1744-1745

Giambattista Tiepolo
- I santi Fedele da Sigmaringen e Giuseppe da Leonessa calpestano l'Eresia,  1752-57

Giuseppe Baldrighi
- Autoritratto con la moglie, post 1756
- Don Filippo di Borbone con la famiglia, 1757 circa

Pompeo Batoni
- Teti affida Achille al centauro Chirone, entro il 1761

Johan Joseph Zoffany
- La scartocciata, 1778 circa
- Ritratto di don Ferdinando di Borbone, 1778-1779

Andrea Appiani
- Ritratto di Giambattista Bodoni, 1799

### L'Ottocento
Antonio Canova

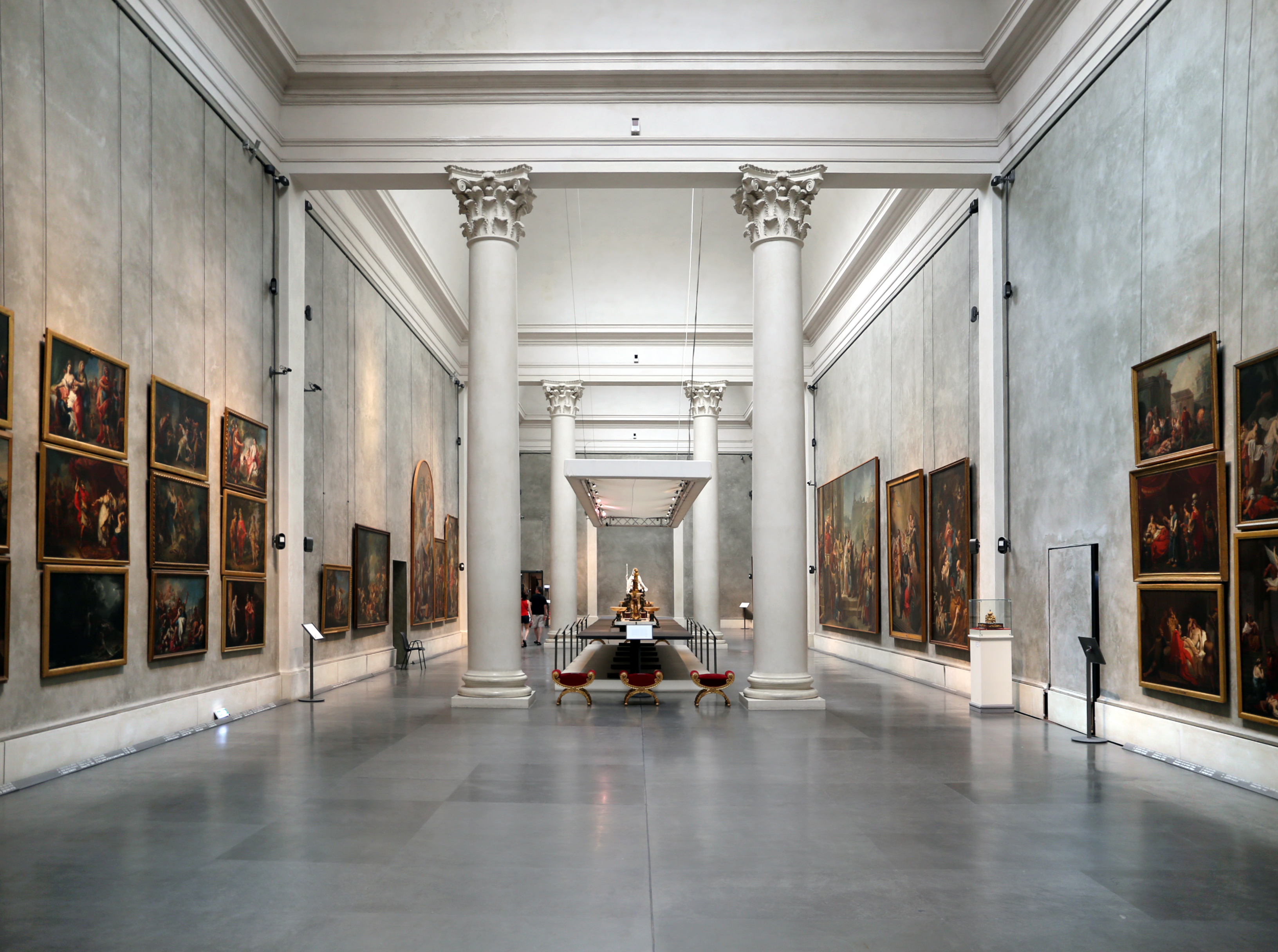
Salone ottocentesco in un vecchio allestimento

- Ritratto di Maria Luigia d'Asburgo in veste di Concordia, 1811-14

Giovan Battista Borghesi
- Ritratto di Maria Luigia d'Austria, 1837-39

### Il Novecento
Amedeo Bocchi
- Le tre sorelle (Trittico), 1916
- Viaggio di un'anima 1935

Renato Guttuso
- La spiaggia, 1955-1956